# Хатидже-султан (дочь Баязида II)
Хатидже́-султа́н (тур. Hatice Sultan), также Хатидже́-хату́н (тур. Hatice Hatun, умерла в Бурсе) — дочь султана Баязида II.

## Биография
Неизвестны ни год и место рождения Хатидже-султан, ни имя её матери. По данным турецкого историка Недждета Сакаоглу, Хатидже была второй дочерью Баязида II, носившей это имя — первой он считал Хатидже Айнишах-султан.
Согласно Сакаоглу, первым мужем Хатидже-султан был Кара Мустафа-паша, казнённый в 1481 году; от этого брака у Хатидже был сын Ахмед-челеби. Вторым мужем дочери Баязида II стал Фаик-паша. Однако турецкий историк Чагатай Улучай называет только одного мужа Хатидже — Фаика-пашу, при этом он также называет сыном султанши Ахмеда-челеби.
Хатидже-султан умерла в Бурсе и была похоронена здесь же в четырехугольном двухэтажном тюрбе с портиком спереди, построенном за хаммамом Кюкюртлю её сыном Ахмедом.
В квартале Чукурбостан в районе Эдирнекапы Хатидже построила небольшой благотворительный комплекс, состоявший из мечеть, мектеба и фонтана-чешме.